# ابراهیم فضیل
ابراهیم فضیل (انگلیسی: Ibrahim Fazeel؛ زادهٔ ۹ اکتبر ۱۹۸۰) بازیکن فوتبال اهل مالدیو بود.
وی همچنین در تیم ملی فوتبال مالدیو بازی کرده است.